# Slag bij Rueda
De Slag om Rueda vond plaats in het jaar 981 in de Rueda, tussen de islamitische strijdkrachten van het Omajjadische kalifaat Cordoba, onder bevel van Almanzor, en de christelijke strijdkrachten van het koninkrijk Navarra, het koninkrijk León en het graafschap Castilië.
De strijd eindigde in een rampzalige nederlaag voor de christelijke koninkrijken in Noord-Iberië en resulteerde in de opstand van de Galicische edelen tegen koning Ramiro III van León ten gunste van Bermudo II van León.